# Swansea Castle
Swansea Castle (walesiska: Castell Abertawe) är ett slott i Storbritannien.   Det ligger i kommunen Swansea och riksdelen Wales, i den södra delen av landet, 260 km väster om huvudstaden London. Swansea Castle ligger 16 meter över havet.
Terrängen runt Swansea Castle är platt västerut, men åt nordost är den kuperad. Havet är nära Swansea Castle söderut.  Närmaste större samhälle är Swansea, 0,14 km väster om Swansea Castle. 